# Grenlandska rukometna reprezentacija
Grenland rukometna reprezentacija predstavlja autonomno područje Grenland u športu rukometu.
Krovna organizacija:

## Poznati igrači i treneri
- Rasmus Larsen
- Jakob Larsen
- Angultimmarik Kreutzmann
- Hans Peter Motzfeldt-Kyed

## Nastupi napanameričkim prvenstvima
- prvaci:
- doprvaci:
- treći: 2002., 2006.
- ukupno 5 nastupa

## Nastupi naOI
- prvaci:
- doprvaci:
- treći:
- nikada nisu nastupali nastupa

## Nastupi naSP
- prvaci:
- doprvaci:
- treći:
- nastupili 4. puta- najbolji rezultat 20. mjesto 2001.